# Pseudopanurgus scaber
Pseudopanurgus scaber là một loài Hymenoptera trong họ Andrenidae. Loài này được Fox mô tả khoa học năm 1894.